# Piper saldanhai
Piper saldanhai är en pepparväxtart som beskrevs av Truman George Yuncker. Piper saldanhai ingår i släktet Piper och familjen pepparväxter. Inga underarter finns listade i Catalogue of Life.